# 유럽 고속도로 951호선
유럽 고속도로 951호선(European route E951)은 그리스의 이오아니나에서 메솔롱기까지 이르는 총 연장 193 km의 거리를 가진 B-클래스급 고속도로이다. 중간에는 아르타, 아그리니오 등을 통과하고 있는 것으로 알려져 왔다.

## 주요 경유지
- 그리스
  - 이오아니나 (E90)
  - 아르타
  - 아그리니오
  - 메솔롱기 (E45)